# ماركوس ماسون (لاعب كرة قدم أمريكية)
ماركوس ماسون (بالإنجليزية: Marcus Mason)‏ هو لاعب كرة قدم أمريكية أمريكي، ولد في 23 يونيو 1984.

## وصلات خارجية
- ماركوس ماسون على موقع مرجع كرة القدم المحترفة.كوم (الإنجليزية)